# 離散政治
離散政治或稱僑民政治，研究跨國種族離散（或稱流移）中的政治行為、離散者們跟他們的故鄉和所在國的關係、以及他們在種族衝突中的顯著角色。離散政治是離散學（diaspora studies）的一部份。
要明白離散者的政治，必先要明白歷史背景及其附帶事件: 離散者是一個跨國群體，基於他們的共同身份而把自己定義為一個獨特的族群。離散是從故鄉或「祖國」僑居他處而生。在現代，這種移居可能有歷史文獻記載，而離散者們可能跟某片土地有關係。某片土地是否是某族群的祖國或家鄉是一個政治問題。該次遷移發生的時間愈久遠，證據就愈少：以羅姆人為例，他們的祖國、遷移、以及遷移路線都仍未能確定。去宣示一片土地為祖國必定會有政治涵意，而且經常帶來爭議。
因為那個地方和他們的種族以及文化的關係，對自己身份有所認知的離散者很看重他們的故鄉 － 特別當那是失土或佔領區時。有幾個離散者群因此發起種族民族主義運動，亦時常以成功建立主權國為家作終結。但即使建立了「祖國」，全數離散者回歸故鄉卻很少有，而沒有回鄉的離散者通常對故鄉，以及當地其他種族的居民保有重要的情感。
學者現在認為種族離散群體是國際系統裏「無法避免」和「在地」的特徵，Yossi Shain和Tamara Cofman Wittes提出的原因是：
1. 在離散者所居住的每一個國家中，他們都可以在當地組織起來以加強他們的政治影響力。
2. 離散者可以為了他們所關心的問題而對其祖國當地的政治圈施加強大壓力。
3. 一個離散者跨國群體可以直接跟某第三國及國際組織接觸, 繞過祖國以及所在地政府。

離散者因此被視為跨國政治實體，「為同胞奔走」，而且有能力獨立於任何國家行事，不論是祖國或所在地政府。

## 請參閱
- 身份政治
- 美國離散政治

## 註腳
1. 1 2  Shain, Yossi & Tamara Cofman Wittes.  Peace as a Three-Level Game: The Role of Diasporas in Conflict Resolution in Ambrosio, Thomas.  2002.  "Ethnic identity groups and U.S. foreign policy."  Praeger Publishers.  ISBN 0275975339
2. ↑  Ambrosio, Thomas.  2002.  "Ethnic identity groups and U.S. foreign policy."  Praeger Publishers.  ISBN 0275975339